# Gabriel Andreas Kiellander
Gabriel Andreas Kiellander, född 13 april 1779 i Väderstads församling, Östergötlands län, död 21 augusti 1845 i Lunds stadsförsamling, Malmöhus län, var en svensk borgmästare, häradshövding, riksdagsledamot och politiker.

## Biografi
Kiellander föddes 1779 i Väderstads församling. Han var son till landssekreteraren och krono befallningsmannen Daniel Kiellander (1738–1788) och Ulrica Beata Zerl. År 1796 blev av student vid Lunds universitet och avlade juristexamen 1797. Kiellander blev 1808 borgmästare i Linköping och 1818 häradshövding i Torna, Bara och Harjagers häraders domsaga, Malmöhus län. Han fick titeln lagman. Kiellander avled 1845 i Lunds stadsförsamling.
Kiellander var riksdagsledamot för borgarståndet i Linköping vid riksdagen 1812, riksdagen 1815 och riksdagen 1817–1818. Riddare av Nordstjärneorden.

### Bostad
Kom till Linköping 1803 från Tjällmo och bosatte sig på Sankt Pers kvarter nummer 12. Han bosatte sig 1834 i Lund. 

### Familj
Kiellander gifte sig första gången 1810 med Johanna Maria Brandes (1792–1813), dotter till kyrkoherden Jan Brandes i Holländska luterska församlingen och Maria Charlotta Wimmermark.
Kiellander gifte sig andra gången 14 juni 1822 i Malmö med Anna Juliana Cederschiöld (1802–1888), dotter till grosshandlaren Staffan Henrik Cederschiöld och Catharina Efverman i Malmö.